# In the Flesh
Az In the Flesh egy dal az amerikai Blondie rockegyüttes 1976-os Blondie albumáról. Ez volt a második, és egyben utolsó kislemezük, amely a Private Stock kiadásában jelent meg. Később a Chrysalis kiadó gondozásában megjelenő Rip Her to Shreds kislemez B-oldalára is felkerült, az X-Offender mellé – utóbbi 1976-ban ugyancsak a Private Stock kiadásában jelent meg kislemezen.
Ausztráliában miután egy nemzeti rádióadón tévedésből lejátszották, nagy sikerre tett szert a hallgatóság körében, így a Chrysalis Records is kiadta kislemezként, B-oldalán a Man Overboard című dallal. Az ausztrál slágerlistán a második helyet érte el, így ez lett a Blondie legelső kislemezslágere.

## Kislemez kiadás

### US 7" (PS-45.141)
1. In the Flesh (Harry, Stein) – 2:33
2. Man Overboard (Harry) – 3:22

### Australia 7" (K-6932)
1. In the Flesh (Harry, Stein) – 2:33
2. Man Overboard (Harry) – 3:22